# 赵周 (汉朝)
赵周（？—前112年），西汉丞相。

## 生平
赵周原为太子太傅高陵侯。赵周父赵夷吾为楚王刘戊太傅，谏争而死。前115年二月，赵周在庄青翟之後被任命为丞相，前112年九月，赵周坐深知酎金失侯法，自杀。石庆为丞相。

## 註解
1. ↑  《汉书》卷六：九月，列侯坐獻黃金酎祭宗廟不如法奪爵者百六人，丞相趙周下獄死。